# Il manifesto
il manifesto è un quotidiano italiano d'indirizzo comunista fondato nel 1971 dalla trasformazione dell'omonima rivista da un gruppo di intellettuali dissidenti del PCI, da cui furono espulsi nel 1969.
Pur costituendo un riferimento dell'area della sinistra italiana, non è organo di partito; in passato lo fu dell'omonimo movimento politico italiano di estrema sinistra attivo dal 1969 al 1974, quando confluì nel Partito di Unità Proletaria per il Comunismo.

## Editore
Il quotidiano è pubblicato da una società cooperativa i cui soci sono gli stessi giornalisti e i tecnici addetti alla stampa; tutti i soci hanno lo stesso stipendio. Per questo spesso non partecipa agli scioperi dei giornalisti contro gli editori, andando comunque in edicola, ospitando alcune pagine con le ragioni degli scioperanti.

## Storia

### Origini
Nasce in origine come rivista politica mensile, diretta da Lucio Magri e da Rossana Rossanda, ed edito da Edizioni Dedalo. 
Alla redazione del primo numero, uscito il 23 giugno 1969 con una tiratura di 75 000 copie partecipano Luigi Pintor, Aldo Natoli, Valentino Parlato, Luciana Castellina, Lidia Menapace, Ninetta Zandegiacomi e Michele Rago. La veste grafica è curata da Giuseppe Trevisani, il prezzo della copia era di 50 lire e vendette 30 000 copie.
Il periodico nasce dalla componente maggiormente "a sinistra" del Partito Comunista Italiano che con Pietro Ingrao aveva sostenuto nel corso dell'XI congresso alcune battaglie per la democrazia interna al partito e sollevato la questione del "modello di sviluppo" in contrapposizione alla componente "moderata" del partito, capeggiata da Giorgio Amendola.
L'idea di dare vita a una pubblicazione autonoma risale all'estate del 1968 e viene congelata in vista del XII congresso del PCI, dove, peraltro, Pintor, Natoli e Rossanda non avevano votato in Comitato centrale le tesi.
La rivista assume posizioni in contrasto con la linea maggioritaria del partito (in particolar modo rispetto all'invasione della Cecoslovacchia da parte del Patto di Varsavia, con l'editoriale uscito nel secondo numero intitolato "Praga è sola") che ne chiede la sospensione delle pubblicazioni. 
La Commissione Centrale di Controllo e il Comitato centrale del PCI il 24 novembre 1969, relatore Alessandro Natta, deliberano la radiazione per Rossana Rossanda, Luigi Pintor e Aldo Natoli con l'accusa di "frazionismo". Successivamente viene adottato un provvedimento amministrativo per Lucio Magri e non vengono rinnovate le iscrizioni di Valentino Parlato e Luciana Castellina; mentre Massimo Caprara (già segretario di Togliatti, ex sindaco di Portici e deputato del PCI per quattro legislature) viene anch'esso radiato a Napoli con lo scarto di pochi voti al termine di un'accesissima seduta del Comitato cittadino.

### Fondazione
il manifesto si costituisce, quindi, come formazione politica con un'esigua rappresentanza parlamentare (Natoli, Pintor, Rossanda ai quali si aggiungono Massimo Caprara e Liberato Bronzuto). Nel settembre del 1970 (la tiratura sarà di 60 000 copie) vengono proposte le tesi per il comunismo nelle quali viene avanzata una piattaforma politica per l'unità della sinistra rivoluzionaria e si caldeggia la costituzione di una forza politica. Si intensificano, inoltre, le relazioni con Potere Operaio con il quale la formazione del manifesto organizza un congresso nel febbraio 1971: si dovrebbe sancire l'unificazione tra le due forze, sfociata invece in una rottura.
La rivista in forma di periodico esce 18 volte (tra cui sei numeri doppi) con discontinuità fino alla nascita del quotidiano «il manifesto», il 28 aprile 1971. Con questa trasformazione il gruppo si costituisce anche come struttura politica alle elezioni politiche del 1972, presentando una propria lista alla Camera dei deputati e invitando a votare il PCI al Senato. Un risultato elettorale modesto (0,67%) ma non lontanissimo dal raggiungere il quorum nel Lazio (32 000 voti pari al 1,2%; il capolista, Pietro Valpreda, ottenne 11.605 preferenze) e quindi l'ingresso in parlamento.

Il calciatore Paolo Sollier, noto per la sua militanza politica in Avanguardia Operaia, mentre sfoglia una copia de il manifesto nel 1975

Nel 1974 si unifica con il Partito di Unità Proletaria (PdUP), fondando il Partito di Unità Proletaria per il Comunismo. Già nel gennaio 1977, però, la componente ex-PdUP esce dal partito, essendo gli ex manifesto più orientati verso il PCI che non verso altri progetti politici (come la costituente di Democrazia Proletaria). Coloro che provengono dal gruppo del manifesto mantengono comunque il nome "PdUP per il Comunismo", assorbendo poi la minoranza di Avanguardia Operaia e soprattutto i militanti del "Movimento Studentesco", nato a Milano durante il Sessantotto, che nel frattempo si era trasformato in Movimento Lavoratori per il Socialismo.
Nel 1983 il PdUP per il Comunismo si presenta alle elezioni con il PCI, nel quale confluisce nel 1984.

### Crisi, ripresa e liquidazione
Anche se i principali fondatori del giornale si allontanano col tempo dalla vita politica, il manifesto resta comunque un quotidiano con una decisa attenzione verso la politica di sinistra.
Il giornale chiede di pagare 50.000 Lire l'edizione speciale di venerdì 19 dicembre 1997.
Verso la prima metà del 2006 la crisi economica che da tempo investe la testata, giunta ormai al 35º anno di pubblicazione, si fa sempre più grave e rischia di far chiudere il giornale, che attraverso il suo sito chiede ai lettori di sostenere il quotidiano tramite sottoscrizioni, e di pagare 5 € l'edizione del giovedì; l'iniziativa consente di raccogliere oltre 1 700 000 €. Da segnalare anche la donazione di Loredana Bertè, per la cifra di 20 000 € versati al giornale.
Il quotidiano negli ultimi mesi del 2008 attraversa poi una nuova crisi. Nel 2009 il giornale riesce a raccogliere due milioni di euro, uscendo dallo stato di crisi.
Nel 2012 il collettivo del quotidiano annuncia che il Ministero dello sviluppo economico ha avviato il 7 febbraio la procedura di liquidazione coatta della cooperativa editrice del giornale. L'11 maggio i liquidatori hanno inviato un fax alla redazione del giornale per chiedere la chiusura di ogni attività editoriale. La cooperativa è stata messa in liquidazione coatta amministrativa.
Nell'autunno 2012 abbandonano il giornale Vauro, Marco d'Eramo, Rossana Rossanda, Joseph Halevi e Valentino Parlato. Poco dopo, con la liquidazione della cooperativa originaria e la nascita di una nuova, un altro gruppo di giornalisti ha lasciato il giornale: tra essi alcune firme storiche come Loris Campetti e Ida Dominijanni e i due ex direttori Mariuccia Ciotta e Gabriele Polo. Dal 2012 e fino al 2019 Mauro Biani è il vignettista della testata.

## Direttori
Si elencano di seguito i direttori de Il Manifesto:
- Dal 28 aprile 1971 al 19 settembre 1975: Luigi Pintor;
- Dal 19 settembre 1975 al 18 febbraio 1976: Valentino Parlato;
- Dal 18 febbraio 1976 al 3 luglio 1976: Luigi Pintor, Luciana Castellina, Pino Ferraris, Vittorio Foa, Valentino Parlato e Rossana Rossanda;
- Dal 3 luglio 1976 al 2 marzo 1978: Luciana Castellina, Valentino Parlato e Rossana Rossanda;
- Dal 2 marzo 1978 al novembre 1985: Valentino Parlato;
- Dal novembre 1985 al novembre 1986: Rina Gagliardi e Mauro Paissan;
- Dal gennaio 1988 al luglio 1990: Valentino Parlato;
- Dal luglio 1990 al novembre 1991: Sandro Medici;
- Dal novembre 1991 a ottobre 1995: Luigi Pintor;
- Dall'ottobre 1995 al marzo 1998: Valentino Parlato;
- Dal marzo 1998 al dicembre 2003: Riccardo Barenghi e Roberta Carlini (vicedirettore);
- Dal dicembre 2003 al giugno 2009: Mariuccia Ciotta e Gabriele Polo;
- Dal giugno 2009 al 4 maggio 2010: Valentino Parlato;
- Dal 4 maggio 2010 al 31 dicembre 2012: Norma Rangeri e Angelo Mastrandrea (vicedirettore);
- Dal 1º gennaio 2013 al 4 giugno 2014: Norma Rangeri;
- Dal 4 giugno 2014 al 27 giugno 2023: Norma Rangeri, Tommaso Di Francesco (vicedirettore) e Matteo Bartocci (direttore del digitale);[14]
- Dal 27 giugno 2023: Andrea Fabozzi, Micaela Bongi (vicedirettrice) e Chiara Cruciati (vicedirettrice).

## Giornalisti

### Principali firme attuali
- Francesco Adinolfi
- Matteo Bartocci
- Andrea Colombo
- Tommaso Di Francesco
- Marco Giusti
- Angelo Mastrandrea
- Sandro Medici
- Alessandro Portelli
- Norma Rangeri
- Giuliana Sgrena
- Luigi Pandolfi

### Principali collaboratori storici
- Miro Allione
- Lucia Annunziata
- Ritanna Armeni
- Riccardo Barenghi
- Stefano Benni
- Mauro Biani
- Alberto Burgio
- Loris Campetti
- Luciano Canfora
- Cesare Cases
- Luciana Castellina
- Grazia Cherchi
- Stefano Chiarini
- Marcello Cini
- Gianfranco Corsini
- Astrit Dakli
- Erri De Luca
- Ida Dominijanni
- Umberto Eco (Dedalus)
- Marcello Flores
- Franco Fortini
- Carmine Fotia
- Peter Freeman
- Chiara Frugoni
- Mino Fuccillo
- Rina Gagliardi
- Eduardo Galeano
- Filippo Gentiloni
- Francesco Indovina
- Alfonso M. Iacono
- K.S. Karol
- Serge Latouche
- Lucio Magri
- Tiziana Maiolo
- Luigi Manconi
- Enzo Mazzi
- Lidia Menapace
- Stefano Menichini
- Gabriella Mercadini
- Aldo Natoli
- Michelangelo Notarianni
- Mauro Paissan
- Valentino Parlato
- Nico Perrone
- Luigi Pintor
- Gabriele Polo
- Alessandro Portelli
- Marco Revelli
- Gianni Riotta
- Alessandro Robecchi
- Rossana Rossanda
- Sandro Ruotolo
- Gianpasquale Santomassimo
- Vauro
- Roberto Silvestri
- Osvaldo Soriano
- Roberto Tesi alias Galapagos
- Gianni Vattimo
- Giampiero Mughini
- Sandro Veronesi
- Adriana Zarri
- Mario Gamba

## Iniziative
La cooperativa editoriale del manifesto ha intrapreso varie iniziative aggiuntive all'edizione del quotidiano: dalle produzioni musicali (iniziate nel 1995 col nome «il manifesto musica», poi «il manifesto CD»), tra cui diversi album del gruppo rap romano Assalti Frontali e del gruppo Têtes de Bois, all'edizione di libri (già dal 1972, e con il nome "manifestolibri" dal 1994), dalla traduzione e distribuzione come allegato del prestigioso mensile francese Le Monde diplomatique fino alla nascita di numerose riviste tra le quali Carta, poi resasi rapidamente indipendente e la rivista del manifesto, un mensile di approfondimento politico diretto da Lucio Magri uscito per 56 numeri dal novembre 1999 al dicembre 2004.
Negli anni il giornale si è fatto, peraltro, primo promotore di diverse manifestazioni fra cui, il 25 aprile 1994, la manifestazione nazionale a Milano per la celebrazione dell'anniversario della liberazione d'Italia.
Da sempre schierato contro ogni guerra, è stato tra gli organizzatori di alcune iniziative e manifestazioni di critica al modello militare di gestione dei conflitti, soprattutto quando l'Italia vi era coinvolta direttamente.
il manifesto, insieme a Liberazione e Carta, ha lanciato la manifestazione nazionale a Roma del 20 ottobre 2007. La vasta piattaforma politica che si è arricchita nel corso del tempo che ha preceduto la manifestazione, ha criticato la mancata applicazione del programma dell'Unione durante il primo anno e mezzo di governo. Il corteo ha visto una vasta partecipazione dei militanti del PRC e del PdCI e nel complesso quasi un milione di persone. Vaste le polemiche di coloro che temevano che diventasse una manifestazione contro il governo; timori e strumentalizzazioni sono cessati dopo la manifestazione stessa che li ha smentiti.
Sempre nel 2007, per festeggiare i 90 anni dalla Rivoluzione russa del 1917, il manifesto ha prodotto un album di figurine dedicato a tutti i comunisti, socialisti, anticapitalisti e rivoluzionari che hanno contribuito fortemente agli sviluppi della Storia. Le figurine erano, in tutto, 220.

## Episodi salienti

### Pubblicità a Massimo Morsello
Nel 1998 il cantautore di estrema destra Massimo Morsello (all'epoca latitante all'estero) riuscì a giocare uno scherzo al quotidiano, facendo pubblicare la reclame del suo disco La direzione del vento. Sponsorizzato come "veramente rivoluzionario", e con la messa in risalto delle posizioni di solidarietà per la causa dei Palestinesi ed anti-Maastricht, il quotidiano comunista lo pubblicò inconsciamente in una mezza pagina interna. Solo il giorno seguente, in seguito alla segnalazione di alcuni lettori, il giornale si rese conto di quanto accaduto, pubblicando un articolo di scuse nei confronti dei lettori.

### Attentato del 22 dicembre 2000
Il 22 dicembre 2000, alle 12:05, il quotidiano fu obiettivo di un attentato: un petardo artigianale, preparato dal militante di estrema destra Andrea Insabato, esplose di fronte agli uffici della redazione, ferendo seriamente alle gambe e alla mano l'attentatore.

### Elezioni presidenziali statunitensi del 2004
Sull'onda dell'entusiasmo degli exit poll favorevoli al candidato democratico John Kerry all'indomani delle elezioni statunitensi il 3 novembre 2004 il giornale pubblicò a tutta pagina la notizia della vittoria del candidato democratico alla presidenza con il titolo: «Good morning America. Con una valanga di voti gli americani cacciano Bush dalla Casa bianca. Venti milioni di elettori in più rispetto al 2000 portano Kerry alla presidenza. Nella notte gli exit-poll decretano la sconfitta dell'uomo della guerra preventiva».
Il risultato delle elezioni fu però deludente per la redazione del giornale: Bush vinse con oltre 3 milioni e mezzo di voti in più del suo avversario. Il giorno dopo, la redazione titolò a tutta pagina «Good night America» e si scusò con queste parole per l'errata previsione: «La nostra copertina, già definita cult dagli amici, è un errore giornalistico grave ma anche il segno di una passione e di un'emozione politica - che ha sorpreso chi non ci conosce - per quella moltitudine d'oltreoceano scesa in piazza contro il più pericoloso e criminale dei presidenti, e che condivide con noi rabbia e sogni. Ci scusiamo con i nostri lettori per questo falso, che li ha illusi di avere un futuro senza George W. Bush».

### Sequestro Sgrena
Durante l'occupazione militare in Iraq la giornalista Giuliana Sgrena, viene rapita a Bagdad mentre raccoglieva interviste per un'inchiesta sulle stragi di Falluja; è il 4 febbraio 2005. Gli altri giornalisti e collaboratori del quotidiano si danno da fare per intessere buone relazioni e iniziative allo scopo di favorire la liberazione della giornalista rapita; tra queste una grande manifestazione a Roma con più di mezzo milione di partecipanti e il coinvolgimento di molte personalità.
Dopo un mese, il 4 marzo la giornalista viene rilasciata, ma il clima festoso con cui la redazione accoglie la liberazione viene subito guastato dalla notizia dell'uccisione di Nicola Calipari e del ferimento della stessa Sgrena da parte di una pattuglia statunitense sulla strada verso l'aeroporto. Notevole il cambiamento della vignetta di Vauro che disegna una colomba sanguinante col ramo d'ulivo e il suo personaggio che dice "Ce l'hai riportata!".
Tra il 1990 e il 1992 ha collaborato con il manifesto Don Tonino Bello.

## Evoluzione grafica

### Anni settanta
Il 21 aprile 1971, il manifesto quotidiano esce in 4 pagine con un'impaginazione, ideata da Giuseppe Trevisani, a 6 colonne che richiama L'Ordine Nuovo di Antonio Gramsci e nel settembre 1977 passa da 4 a 6 pagine. Il 28 aprile 1978 avviene la prima riforma grafica ed editoriale.

### Anni ottanta
Il 10 dicembre 1980 le pagine aumentano passando a 10. Il 27 aprile 1982, Piergiorgio Maoloni progetta la nuova veste grafica del giornale. Il 9 febbraio 1985 le pagine divengono 12 (16 nei giorni in cui escono la talpa del giovedì e il domenicale). Nel 1989 le pagine passano a 16/18 (44 nella versione domenicale). Nel 1992 si ha una nuova riforma grafica.

### Anni novanta
Dal 1994 si opta per il formato tabloid con una grande foto in prima pagina. Dal 1997 avviene una nuova riforma grafica progettata dall'ufficio del manifesto. Dal 31 marzo 1998 la testata viene sottolineata da uno sbaffo arancione.

### Dal 2000
Dal 4 aprile 2000 il formato diviene più grande, le pagine divengono 18/20 e la vignetta di Vauro viene posta in prima pagina. Dal 2004 avviene un restyling mantenendo inalterato il formato. Nel 2006 si opta per un altro cambiamento grafico, peraltro molto criticato dai lettori: il formato diviene più stretto e più alto. Nuovo restyling il 6 giugno 2008 con l'introduzione del colore nella foto di prima pagina.
Nel 2008, in relazione ai tagli del Governo Berlusconi riguardanti i fondi ai quotidiani di partito, il manifesto ha cominciato una campagna di raccolta fondi chiamata "Fateci uscire", iniziata il 23 settembre e conclusasi il 31 dicembre. Le stime di incassi giornalieri affinché l'operazione riesca, sono stimati dal giornale in 40 000 €. La media giornaliera si attesta a inizio dicembre a 18 000 € al giorno.
Sul sito del giornale una pagina annuncia: "Quello che ci assumiamo e a cui vi chiediamo di partecipare è un compito tutto politico. I tagli ai finanziamenti per l'editoria cooperativa e politica non sono misurabili «solo» in euro, in bilanci che precipitano nel rosso, in giornalisti e poligrafici che rischiano la disoccupazione. Sono lo specchio fedele di una «cultura» politica che, dall'alto di un oligopolio informativo, trasforma i diritti in concessioni, i cittadini in sudditi. Non sarà più lo stato (con le sue leggi) a sostenere giornali, radio, tv che non hanno un padrone né scopi di lucro. Sarà il governo (con i suoi regolamenti) a elargire qualcosa, se qualcosa ci sarà al fondo del bilancio annuale." Al termine della campagna di sottoscrizione, la raccolta è arrivata a 1 800 000 €. A integrazione della quale, il giornale è uscito in edizione straordinaria al prezzo di 50 €.
Caso probabilmente unico fra i quotidiani in lingua italiana, al 2019 tutti gli articoli, ad eccezione delle fotografie, vengono rilasciati con licenza Creative Commons Attribuzione – Non commerciale – Non opere derivate 4.0 Internazionale.

## Simboli

Logo in uso in passato
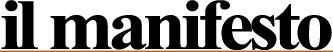
Logo attualmente in uso

## Supplementi
- Boxer (dal 1997 al 1998), supplemento satirico;
- Alias], supplemento del sabato: cinema, video, musica, videogame, libri, dischi;[18]
- Alias D, supplemento culturale della domenica;[19]
- Fuoriluogo, supplemento mensile ogni ultima domenica del mese, su "droghe e diritti" edito dall'"Associazione Forum Droghe", direttore responsabile Maurizio Baruffi. Diventato poi rubrica del mercoledì in terzultima pagina;
- Sbilanciamo l'Europa, supplemento del venerdì in collaborazione con Sbilanciamoci.info;
- in movimento (dal 2016 al 2018), la rivista dell'outdoor;[20]
- l'ExtraTerrestre, supplemento ecologista del giovedì;
- Le Monde diplomatique.

## Diffusione
Di seguito i dati sulla diffusione:
| Anno | Copie vendute |
| ---- | ------------- |
| 1996 | 34 356        |
| 1997 | 30 059        |
| 1998 | 28 725        |
| 1999 | 28 357        |
| 2000 | 28 543        |
| 2001 | 35 230        |
| 2002 | 34 135        |
| 2003 | 32 311        |
| 2004 | 31 289        |
| 2005 | 32 119        |
| 2006 | 29 008        |
| 2007 | 25 437        |
| 2008 | 23 466        |
| 2009 | 21 344        |
| 2010 | 19 280        |
| 2011 | 18 047        |

Dati Ads - Accertamenti Diffusione Stampa

## Finanziamenti pubblici
il manifesto beneficia dei contributi pubblici all'editoria per i quotidiani e periodici editi da cooperative di giornalisti (Legge 250/1990).
| Anno | Finanziamento  |
| ---- | -------------- |
| 2003 | 4 441 529,33 € |
| 2004 | 4 131 655,20 € |
| 2005 | 4 441 529,33 € |
| 2006 | 4 441 529,00 € |
| 2007 | 4 352 698,75 € |
| 2008 | 4 049 022,10 € |
| 2009 | 3 745 345,44 € |
| 2010 | 3 248 513,90 € |
| 2011 | 2 598 362,85 € |
| 2012 | 2 712 406,23 € |
| 2013 | 1 956 090,97 € |
| 2014 | 2 041 537,78 € |
| 2015 | 2 359 876,21 € |
| 2016 | 3 064 803,66 € |
| 2017 | 3 014 187,76 € |
| 2018 | 3 057 482,25 € |
| 2019 | 3 075 251,53 € |
| 2020 | 3 105 166,35 € |